# Kerry Noonan
Kerry Noonan (Nueva York, 25 de enero de 1960) es una actriz estadounidense.

## Carrera
Obtuvo reconocimiento luego de interpretar el papel de Paula en Friday the 13th Part VI: Jason Lives. Su único papel protagónico ocurrió en el episodio "A Message from Charity" de la popular serie de televisión de 1985 The Twilight Zone. También apareció en episodios de las series Taxi, The Facts of Life, Family Ties, Mr. Belvedere, St. Elsewhere y Murder, She Wrote.
Fue una de las fundadoras de la compañía de teatro City Stage de Los Ángeles.

## Filmografía

### Cine
- Hot Moves (1985) - Wendy
- Friday the 13th Part VI: Jason Lives (1986) - Paula
- Nightmare on the 13th Floor (1990) - Gail Myers
- The Late Shift (1996) - Novia de Letterman
- His Name Was Jason: 30 Years of Friday the 13th (2009) - Ella misma
- Crystal Lake Memories: The Complete History of Friday the 13th (2013) - Ella misma

### Televisión
- Taxi (1982) - Joven (1 episodio)
- Family Ties (1983) - Mary Margaret (1 episodio)
- St. Elsewhere (1983) - Madre (1 episodio)
- The Facts of Life (1985) - Ann (1 episodio)
- Murder, She Wrote (1985) - Estudiante (1 episodio)
- The Twilight Zone (1985) - Charity Payne (1 episodio)
- Misfits of Science (1985) - Mujer (1 episodio)
- Mr. Belvedere (1986) - Rachel Kinning (1 episodio)
- A Year in the Life (1986) - Trudy (1 episodio)
- Knots Landing (1990) - Kimmy (2 episodios)
- China Beach (1990) - Nellie (3 episodios)
- Win Ben Stein's Money (2002) - Ella misma (1 episodio)